# Bernard Strean
Bernard Max Strean (ur. 16 grudnia 1910 w Big Cabin, zm. 1 czerwca 2002 w Arlington) – amerykański wojskowy, wiceadmirał United States Navy, pilot marynarki w wojnie na Pacyfiku, w latach 60. dowódca pierwszego zespołu floty złożonego wyłącznie z okrętów o napędzie jądrowym.

## Życiorys
Bernard M. Strean ukończył Akademię Marynarki Wojennej w 1933 roku. Dwa lata później, po ukończeniu kursu pilotażu, został lotnikiem morskim. W maju 1943 roku objął dowodzenie 1. dywizjonem myśliwskim na pokładzie lotniskowca „Yorktown”, w latach 1944–1945 dowodził 98. i 75 Grupą Powietrzną. Brał udział w bitwie na Morzu Filipińskim i walkach nad Marianami.
Po zakończeniu wojny obejmował różne funkcje liniowe i sztabowe, służył między innymi w biurze Szefa Operacji Morskich. W 1961 roku został dowódcą Patrol Force Siódmej Floty i jednocześnie dowódcą US Taiwan Patrol Force. W 1963 roku objął dowodzenie 2 Eskadrą Lotniskowców, rok później poprowadził w wokółziemskim rejsie (operacja Sea Orbit) pierwszy w historii zespół operacyjny floty złożony wyłącznie z okrętów o napędzie jądrowym. W latach 1968–1971 służył w bazie lotniczej w Pensacoli. W 1971 roku przeszedł w stan spoczynku w stopniu wiceadmirała (Vice Admiral). Był konsultantem przy produkcji filmu Bitwa o Midway (1976).
Na emeryturze osiadł w Arlington w stanie Wirginia. Zmarł w tamtejszym szpitalu 1 czerwca 2002 roku.